# Antonio Rodríguez de Hita
Antonio Rodríguez de Hita (Valverde de Alcalá (Madrid), 18 de gener, 1722 - Madrid, 21 de febrer, 1787) va ser un compositor espanyol.

## Biografia
Va ser mestre de capilla a la catedral de Palència (c.1740-c.1757) i al Reial Monestir de l'Encarnació, Madrid.
El seu pare, Marcos Rodríguez del Mercado, mestre d'escola de Corpa Madrid, el va obligar a estudiar al col·legi de la Catedral d'Alcalá de Henares, on va estudiar llatí, solfeig, cant pla, orgue i composició. A principis d'agost de 1738, va ser nomenat segon organista de la catedral i al setembre va ser nomenat mestre de capella mitjançant concurs obert. Rodríguez va prendre les ordres més tard. Les seves primeres obres conegudes són les Vespres per a 2 cors escrites a l'estil antic, 1740.
L'agost de 1744 va esdevenir mestre de capella a la catedral de Palència. El 1747 va ser ordenat sacerdot i va romandre a Palència fins a la mort de Josep Mir i Llussà, mestre del Reial Convent de la Encarnación, Madrid. Mentre a Palència va escriure el tractat Diapasón instructivo (1757) en el qual va promoure els estils homofònics francès i italià per sobre de l'antic estil espanyol.
El 1765 Rodríguez va ser nomenat substitut de Mir i el 1765 es va traslladar a Madrid. En aquest moment ja havia compost les 250 obres sagrades que constitueixen el gruix de la seva obra. Només tres anys després de la seva arribada a Madrid va iniciar la seva activitat com a compositor teatral en associació amb el dramaturg Ramón de la Cruz, amb qui va ajudar a crear l'estil de sarsuela nacional. La seva primera obra va ser Briseida (1768), una sarsuela heroica, basada en una modernització de l'obra de Pedro Calderón de la Barca que va tenir un gran èxit. Va seguir la comèdia Las segadoras de Vallecas, i l'any següent, 1769, una altra comèdia rural Las labradoras de Murcia. Rodríguez va tornar al gènere heroic amb Scipión en Cartagena, però això no va tenir una bona acollida i Rodríguez va començar a centrar-se de nou en la música sacra.
L'any 1777, aprofitant el seu alt poder en la societat, Rodríguez va escriure un informe sobre l'estat de la música a Espanya i va exigir la creació d'una Acadèmia de Música per promoure un estil espanyol, encara que la seva pròpia definició del nou estil espanyol incloïa moltes franceses, i característiques italianes. Va morir a Madrid.
Rodríguez de Hita també va ser professor del poeta i músic Tomás de Iriarte.

## Obres
Tratados musicales y manuscritos
- Diapasón instructi, vo. 1 (1757)
- Noticia del gusto español en la música, según está en el día, [ca. 1777]

Religioses
- Canciones instrumentales (Escala diatónico-chromático-enharmónica) (1751)
- Completas (1751)
- Salmos a 8 voces Credidi (1756) i Laudate Dominum (1759)
- Misa Exsultavit ut gigas (1758)
- Villancicos Venid, escuchad, prestad atención (1746), Ha de este trono (1757), Esferas, qué es esto (1763) i Alegres las campanas (1764)
- Villancicos, Venid al portal i Oye, pues, divino amor (1776); Para quién es, gitanillas, el panderillo (1780); En fieros huracanes (1770); Alto alorbe, (1777); Dadme consuelo, (1775) i Oh Admirable (1780)
- Misas O gloriosa virginum (1771); Pange lingua (1772); Jesu corona virginum (1774); Misa de difuntos (1778)

Teatrales
- El chasco del cortejo, tonada a solo (1768, Madrid, Teatro del Príncipe)
- Briseida (amb Ramón de la Cruz), sarsuela heroica, 2 actes (11 de juliol de 1768, Madrid, Teatro del Príncipe)
- Las segadoras de Vallecas (amb Ramón de la Cruz), sarsuela burlesca (3 de setembre de 1768, Madrid, Teatro del Príncipe)
- Las labradoras de Murcia (con Ramón de la Cruz), zarzuela burlesca, 2 actos (16 de septiembre de 1769, Madrid, Teatro del Príncipe)
- Hormesinda (amb Nicolás Fernández de Moratín), tragèdia, 5 actes (12 de febrer de 1770, Madrid, Teatro del Príncipe)
- Scipión en Cartagena (amb Agustín Cordero), sarsuela heroica, 2 actes (15 de juliol de 1770, Madrid, Teatro del Príncipe)
- El loco, vano y valiente, sarsuela, 2 actes (31 de març de 1771, Madrid, Teatro del Príncipe), (almenys 1 Ària a l'acte II)
- La república de las mujeres (amb Ramón de la Cruz de Las Amazonas modernas de Marc-Antoine Legrand/Louis Fuzelier), sainet (4 d'octubre de 1772, Madrid, Teatro del Príncipe)

## Enregistraments
- Canciones instrumentales. La Grande Chapelle, dir. Albert Recasens (Lauda LAU005)
- Missa "O gloriosa Virginum". La Grande Chapelle, dir. Albert Recasens(Lauda LAU009)
- La Briseida, òpera (extractes) Aria No. 4. Amor, sólo tu encanto. Aria No. 13. Deydad que las venjances. María Bayo, Les Talens Lyriques, Naive. on Arias de Zarzuela Barroca. (Naïve 8885).

## Edicions
- De pena de susto. de Las labradoras de Murcia a Cançons de teatre espanyol – Èpoques barroques i clàssiques: veu mitjana alta/veu mitjana baixa per Carol Mikkelsen.